# Сан Ђованело (Катанија)
Сан Ђованело (итал. San Giovannello) је насеље у Италији у округу Катанија, региону Сицилија.
Према процени из 2011. у насељу је живело 7 становника. Насеље се налази на надморској висини од 599 м.